# Baek Hyun-joo
Baek Hyun-joo (en hangul, 백현주; nacida el 22 de mayo de 1970) es una actriz surcoreana.

## Carrera
Se graduó en el departamento de Sociología de la Universidad Sogang. Ha desarrollado la primera parte de su carrera como actriz de teatro y de musicales. Su debut en cine se produjo en 2006 con una aparición especial en Family Matters, y hasta 2015 no hizo lo mismo en televisión, con la serie de jTBC Songgot: The Piercer.
Sin abandonar el teatro, sin embargo, desde 2018 ha multiplicado su presencia como actriz de reparto en televisión, con papeles en títulos como La vida secreta de mi secretaria, Cuando la camelia florece, El rey: Eterno monarca, El afecto del rey o The Law Cafe.
El 22 de agosto de 2019 Big Boss Entertainment anunció que la actriz había firmado un contrato exclusivo con dicha agencia.

## Filmografía

### Cine
| Año  | Título                | Papel                                    | Notas              | Ref.  |
| ---- | --------------------- | ---------------------------------------- | ------------------ | ----- |
| 2001 | Waikiki Brothers      | Segunda guitarra                         |                    |       |
| 2006 | Family Matters        |                                          | Aparición especial | [ 3 ] |
| 2006 | The Last Dining Table | Madre                                    |                    |       |
| 2009 | A Brand New Life      | Hermana Im                               |                    |       |
| 2010 | The Yellow Sea        | Propietaria del pub Garibong             |                    |       |
| 2011 | Shotgun Love          | Madre embarazada                         |                    |       |
| 2011 | Champ                 | Chica mayor                              |                    |       |
| 2011 | A Reason to Live      | Nun                                      |                    |       |
| 2012 | Confession of Murder  | Propietaria del restaurante de makgeolli |                    |       |
| 2015 | Wild Flowers          | Propietaria del motel                    |                    |       |
| 2015 | Black Stone           |                                          |                    |       |
| 2016 | Split                 | Abuela de Yeong-hoon                     |                    |       |
| 2022 | Amarrados al amor     | Madre de Jung Ji-woo                     |                    | [ 4 ] |

### Series de televisión
| Año     | Título                           | Papel                               | Canal | Notas                               | Ref.          |
| ------- | -------------------------------- | ----------------------------------- | ----- | ----------------------------------- | ------------- |
| 2015    | Songgot: The Piercer             | Han Young-sil                       | JTBC  |                                     | [ 1 ]         |
| 2016    | My Mind's Flower Rain            | Oh Choon-sim                        | KBS2  |                                     |               |
| 2018    | Sunny Again Tomorrow             | Kang Jeom-soon                      | KBS1  |                                     |               |
| 2018    | Let's Eat 3                      |                                     | tvN   |                                     |               |
| 2018    | Tale of Fairy                    | Madre de Kim Geum                   | tvN   |                                     |               |
| 2018    | Gangnam Scandal                  | Park Mak-rye                        | SBS   |                                     |               |
| 2019    | La vida secreta de mi secretaria | Madre de Veronica                   | SBS   |                                     | [ 5 ]         |
| 2019    | Designated Survivor: 60 Days     | Min Hee-kyung                       | tvN   |                                     | [ 6 ]         |
| 2019    | Cuando la camelia florece        | Oh Ji-hyeon                         | KBS2  |                                     | [ 7 ] [ 8 ]   |
| 2019    | Diary of a Prosecutor            | Jang Man-ok                         | JTBC  |                                     | [ 9 ]         |
| 2020    | ¡Hola y adiós, mamá!             | Señora del almuerzo en la guardería | tvN   |                                     | [ 10 ]        |
| 2020    | Nobody Knows                     | Im Hee-jung                         | SBS   |                                     | [ 10 ]        |
| 2020    | The King: Eternal Monarch        | Secretaria Mo                       | SBS   |                                     | [ 11 ]        |
| 2020    | One Night                        | Madre de Dong-sik                   | KBS2  | KBS Drama Special, temp. 11, ep. 10 |               |
| 2021    | Hello, Me!                       | Han Ji-sook                         | KBS2  |                                     | [ 12 ]        |
| 2021    | Sell your haunted house          | Chang Hwa-mo                        | KBS2  |                                     | [ 13 ]        |
| 2021    | You Are My Spring                | Oh Mi-kyung                         | tvN   |                                     | [ 14 ]        |
| 2021    | El afecto del rey                | Dama Kim Sang-gung                  | KBS2  |                                     | [ 15 ]        |
| 2022    | The Law Cafe                     | Sra. Choi                           | KBS2  |                                     | [ 16 ]        |
| 2023    | Heartbeat                        | Go Ki-suk                           | KBS2  |                                     | [ 17 ] [ 18 ] |
| 2023    | Mentiras ocultas en mi jardín    | Hwa-ran                             | ENA   |                                     | [ 19 ]        |
| 2023-24 | De vuelta en Samdal-ri           | Oh Geum-sul                         | JTBC  |                                     | [ 20 ] [ 21 ] |
| 2024    | Brewing Love                     | Go Sook-ja                          | ENA   |                                     | [ 22 ] [ 23 ] |
| 2024    | Love Your Enemy                  | Kang Young-jae                      | tvN   |                                     | [ 24 ]        |
| 2025    | Seguro de divorcio               |                                     | tvN   |                                     |               |